# Nieuwlicht (Utrecht)

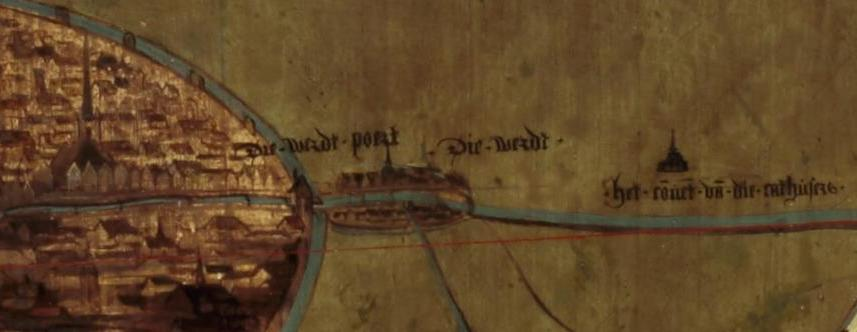
Klooster Nieuwlicht ten noorden van de Weerdpoort op een plattegrond van de stad Utrecht, 1541.

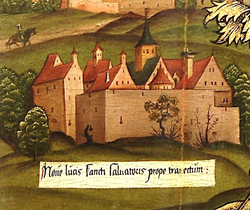
Klooster Nieuwlicht, "Novi[?] lucis sancti salvatoris prope traiectum". Nieuw Licht van Sint Salvator bij Utrecht.

Nieuwlicht is een voormalig klooster der kartuizers dat zich destijds bij de Nederlandse stad Utrecht bevond.

## Geschiedenis
Nieuwlicht is gesticht door Zweder van Abcoude. In februari 1392 werd bij de rivier de Vecht ten noorden van Utrecht in het gerecht Roode Brug binnen de stadsvrijheid het goed Bloemendaal van het Kapittel van Sint Jan in leen ontvangen. Het klooster werd door Zweder gesticht voor de dodengedachtenis, een middeleeuwse praktijk rond schenken ten behoeve van zieleheil. (Door het noemen van de naam van een overledene in gebed en mis kon men als het ware de tijd dat in het vagevuur moest verblijven verkorten.) 
Vanaf de oprichting tot aan de opheffing van het klooster in 1580 – werden de stichter en zijn familie er herdacht door de kartuizer monniken. 

Het werd een belangrijk en voornaam klooster waar onder meer manuscripten werden vervaardigd. 145 handschriften en 68 gedrukte boeken uit het klooster zijn overgeleverd aan de Universiteitsbibliotheek Utrecht. Hieronder zijn Hs. 41, de Confessiones van Augustinus, een handschrift met de Postilla in Prophetas van Nicolaus de Lyra (Hs. 252), een handschrift met de Historia ecclesiastica tripartita het Tractatus (Hs. 733), de monte contemplationes van Johannes Gerson (Hs.205) en een getijdenboek van de Meesters van Zweder van Culemborg, Hs. 16 B 8.
Na de Reformatie is het klooster eind 16e eeuw grotendeels afgebroken, het poortgebouw en een boerderij bleven gespaard. 
Een belangrijk devotiestuk bevindt zich in de collectie van het Centraal Museum: een drieluik met het laatste avondmaal, met begunstigers, met heiligen en op de buitenzijden van de luiken de heilige Nicolaas en de heilige Catharina.
Praalgraven alsmede een devotiestuk geschilderd door Jan van Eyk zijn verloren gegaan.
Een aantal monniken verhuisde nog naar binnen de stadsmuren aan de Mariaplaats, maar het convent kwam wegens een verbod op nieuwe aanwas gaandeweg tot een eind.
Het grondgebied van het klooster is gebruikt voor de stichting van de (inmiddels verdwenen) hofstede Chartroise. Bij archeologisch onderzoek op het Klokkenveld zijn sporen en restanten van Nieuwlicht aangetroffen.

### Handschriften in de Universiteitsbibliotheek Utrecht
- Handschrift 96
- Handschrift 156
- Handschrift 167
- Handschrift 236
- Handschrift 278
- Handschrift 280
- Handschrift 611
- Handschrift 620